# 铁喷泉
铁喷泉（亚美尼亚语：Գյումրիի երկաթե շատրվան）又名友谊喷泉，是位于亚美尼亚久姆里市郊的一座苏维埃现代主义建筑遗存。该喷泉由苏联亚美尼亚建筑师阿图尔·塔尔汉扬设计，于1982年建成并投入使用。塔尔汉扬同时还是埃里温国际机场和亚美尼亚种族灭绝博物馆等标志性建筑的设计者。

## 历史
建成之初，喷泉周边设有精心规划的花坛和绿植，毗邻久姆里理工学院，成为当地重要的公共活动中心。1988年斯皮塔克地震导致亚美尼亚西部大面积损毁，久姆里80%的建筑被夷为平地。令人惊叹的是，这座铁质喷泉成为周边区域唯一完好保存下来的建筑物。
目前喷泉已停止使用，处于废弃状态。尽管建筑师的后人多次呼吁政府修复这一历史建筑，但至今未能获得资金支持。喷泉所在的理工学院校区在地震后也未重建。